# گوشت زرافه
گوشت زرافه، منبع غذایی انسانی در قاره آفریقا و همچنین بصورت بسیار نادر در اروپا و ایالات متحده آمریکا محسوب می‌شود. گوشت زرافه، جزء غذاهای اگزوتیک و گران‌قیمت است که به راحتی یافت نمی‌شود.

## طعم و بافت
گوشت زرافه بصورت طبیعی دارای طعم شیرینی است که ممکن است، مورد پسند همه نباشد. در رستورانهای اگزوتیک نایروبی، می‌توان گوشت ران سرخ شده زرافه را یافت. گوشت زرافه خوش طعم و در عین حال سفت است.

## شکار زرافه
از دوران باستان، سوارکاران قبایلی در سودان، چاد و اتیوپی به شکار زرافه می‌پرداختند و با احترام گوشت آن را مصرف می‌کردند. قسمتهای کلفت پوست زرافه برای ساختن سپر و تازیانه مورد استفاده قرار می‌گرفت.

## در دین اسلام
مطابق نظر اکثر قریب به اتفاق مراجع تقلید شیعه از جمله علی خامنه‌ای و مکارم شیرازی، گوشت زرافه حلال است. تعداد معدودی از مراجع شیعه از جمله سیدعلی سیستانی، معتقدند بنابر احتیاط واجب باید از خوردن گوشت زرافه اجتناب کرد.